# 강도사
강도사(講道師, preacher)는 개신교의 한 분파인 장로교의 일부 분파 교단(범 합동 계열, 고신측)에서 신학대학원 3년을 졸업한 전도사가 목사가 되기 바로 직전에 받는 직분이다. 강도사는 강단에서 설교를 할 수 있지만, 안수를 받지 않았기 때문에 교회를 치리할 수 없고 성례를 집례할 수 없다. 전도사가 시험에 통과한 후 강도사가 되면 약 1년 후에 목사로 안수를 받을 수 있다.